# Thyridanthrax kappa
Thyridanthrax kappa är en tvåvingeart som beskrevs av Wray Merrill Bowden 1964. Thyridanthrax kappa ingår i släktet Thyridanthrax och familjen svävflugor. Inga underarter finns listade i Catalogue of Life.